# Аллондрель-ла-Мальмезон
Аллондре́ль-ла-Мальмезо́н (фр. Allondrelle-la-Malmaison) — коммуна во французском департаменте Мёрт и Мозель региона Лотарингия. Относится к  кантону Лонгийон.	

## География
Аллондрель-ла-Мальмезон расположен в 65 км к северо-западу от Меца и в 105 км к северо-западу от Нанси у границы с Бельгией. Соседние коммуны: Рюетт на северо-востоке, Телланкур на востоке, Френуа-ла-Монтань на юго-востоке, Виллет, Шаранси-Везен и Эпье-сюр-Шье на юго-западе, Велонь и Торньи на западе, бельгийские коммуны Ламорто, Рувруа и Амонкур на северо-западе.
К югу от коммуны находится аэропорт Лонгийон—Виллетт.

## История
- Аллондрель стал металлургическим ещё в XIV веке. В том же веке здесь была выстроена первая доменная печь.
- Официально деревня Аллондрель и ферма Мальмезон были объединены в 1956 году.

## Демография
Население коммуны на 2010 год составляло 619 человек.
| 1962 | 1968 | 1975 | 1982 | 1990 | 1999 | 2010 |
| ---- | ---- | ---- | ---- | ---- | ---- | ---- |
| 581  | 560  | 513  | 483  | 481  | 519  | 619  |

## Достопримечательности
- Некрополь эпохи Меровингов.
- Доменная печь в Дорлон 1838 года.
- Замок-крепость де Домен в Мальмезоне, впервые упоминается в 1184 году.
- Фортифицированный дом в Мальмезоне XVI века.
- Замок Провиденс-де-ла-Мальмезон, сооружён в 1830 году.